# المجارين (ريمة)
المجارين هي إحدى قرى مديرية السلفية بمحافظة ريمة اليمنية، بلغ تعداد سكانها 2159 نسمة حسب الإحصاء الذي جرى عام 2004.